# Marco Caneira
Marco António Simões Caneira, poznatiji kao Marco Caneira (Sintra, Portugal, 9. veljače 1979.) je umirovljeni portugalski nogometaš i bivši nacionalni reprezentativac.

## Karijera

### Klupska karijera
Caneira je nogomet počeo trenirati u juniorima lisabonskog Sportinga. Nakon što je potpisao profesionalni ugovor s klubom, poslan je na posudbu u Lourinhanense. Igrač je tijekom cijelog ugovornog roka bio na posudbama tako da je za Sporting odigrao svega jednu utakmicu. Nakon toga je 2000. godine prešao u milanski Inter te je odmah poslan na posudbu u Regginu koja je stekla pravo na suvlasništvo. Završetkom sezone, Marco Caneira je također proveo na posudbama u Benfici i Bordeauxu, tako da za Inter (kao i u Sportingu) nije odigrao niti jednu utakmicu.
Završetkom ugovornog roka s Interom, igrač ostaje u Girondins Bordeauxu koji ga je pak poslao na posudbu u Valenciju. S novim klubom je igrao protiv prijašnjeg Bordeauxa u Ligi prvaka te je 2004. godine osvojio europski Superkup.
U siječnju 2006. Caneira odlazi na svoju ukupno devetu posudbu i to u svoj bivši Sporting Lisabon. Za klub je 12. rujna 2007. zabio jedan od svojih rijetkih golova u karijeri i to protiv bivšeg Intera u minimalnoj 1:0 pobjedi u Ligi prvaka. Sporting ga 25. lipnja 2008. otkupljuje od Valencije za 3,5 milijuna eura potpisavši s njime četverogodišnji ugovor.
Tijekom posljednjeg dana ljetnog prijelaznog roka 2011. godine, Portugalac je potpisao za mađarski Videoton. Ondje se pridružio trojici sunarodnjaka, uključujući bivšeg reprezentativnog suigrača Paula Sousu koji je ondje vodio momčad.

### Reprezentativna karijera
Marco Caneira je za Portugal odigrao 25 utakmica te je s reprezentacijom nastupio na Svjetskom prvenstvu 2002. i 2006. Posljednju utakmicu u nacionalnom dresu odigrao je 26. ožujka 2008. u susretu protiv Grčke.

## Osvojeni trofeji

### Klupski trofeji
| Klub             | Trofej               | Sezona   |
| Portugal         | Portugal             | Portugal |
| ---------------- | -------------------- | -------- |
| Beira-Mar        | Portugalski kup      | 1999.    |
| Sporting Lisabon | Portugalski kup      | 2007.    |
| Španjolska       |                      |          |
| Valencia         | Superkup Europe      | 2004.    |
| Valencia         | Kup kralja           | 2008.    |
| Portugal         |                      |          |
| Sporting Lisabon | Portugalski Superkup | 2008.    |

### Reprezentativni trofeji
| Turnir         | Trofej | Godina |
| -------------- | ------ | ------ |
| EP u Portugalu | Srebro | 2004.  |

### Ordeni
Ordem de Nossa Senhora da Conceição de Vila Viçosa: 2006.

## Vanjske poveznice
- National Football Teams.com